# Francesco Ingargiola (schermidore)
Francesco Ingargiola (Osimo, 18 luglio 1996) è uno schermidore italiano, specializzato nel fioretto. Ha vinto una medaglia di bronzo nel fioretto individuale ed una d'argento nel fioretto a squadre ai Giochi europei di Baku 2015; ha anche conquistato la medaglia d'oro alle Universiadi 2019 nel fioretto maschile a squadre.

## Palmarès

### Risultati élite
In carriera ha ottenuto i seguenti risultati:
Giochi europei
Individuale
- Bronzo nel fioretto a Baku 2015

A squadre
- Argento nel fioretto a Baku 2015

Universiadi
Individuale
A squadre
- Oro nel fioretto a Napoli 2019
- Bronzo nel fioretto a Chengdu 2023

Campionati italiani
Individuale
- Oro nel fioretto a Milano 2018

A squadre
- Argento nel fioretto a Palermo 2019
- Argento nel fioretto a Cassino 2021
- Argento nel fioretto a La Spezia 2023
- Argento nel fioretto a Cagliari 2024
- Bronzo nel fioretto a Torino 2015
- Bronzo nel fioretto a Roma 2016
- Bronzo nel fioretto a Milano 2018
- Bronzo nel fioretto a Courmayeur 2022

### Risultati giovani
Mondiali giovani
Individuale
- Argento nel fioretto a Tashkent 2015

A squadre
- Oro nel fioretto a Parenzo 2013
- Oro nel fioretto a Tashkent 2015
- Argento nel fioretto a Bourges 2016
- Bronzo nel fioretto a Plovdiv 2014

Mondiali cadetti
Individuale
- Oro nel fioretto a Parenzo 2013
- Argento nel fioretto a Mosca 2012

Europei Under-23
Individuale
- Oro nel fioretto a Vicenza 2015
- Bronzo nel fioretto a Tbilisi 2014

A squadre
- Oro nel fioretto a Vicenza 2015
- Oro nel fioretto a Plovdiv 2016
- Oro nel fioretto a Minsk 2017
- Oro nel fioretto a Erevan 2018
- Oro nel fioretto a Plovdiv 2019
- Argento nel fioretto a Tbilisi 2014

Europei giovani
Individuale
A squadre
- Oro nel fioretto a Parenzo 2012
- Oro nel fioretto a Budapest 2013
- Argento nel fioretto a Maribor 2015
- Argento nel fioretto a Novi Sad 2016

Europei cadetti
Individuale
- Oro nel fioretto a Parenzo 2012

A squadre
- Argento nel fioretto a Parenzo 2012